# Bassanello

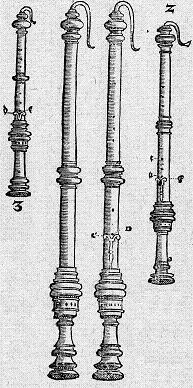
Bassanello

El bassanello es un instrumento de viento madera de doble lengüeta encapsulada, con forma similar al fagot, que fue utilizado durante el Renacimiento. Se cree que fue inventado por el compositor italiano Giovanni Bassano hacia 1601. Fue descrito en 1619 por Michael Praetorius en su obra Syntagma musicum.
La característica más relevante del bassanello era que su lengüeta se encontraba encerrada en una cápsula. No se conservan ningún instrumento de la época, por lo que solo es conocido por ilustraciones y descripciones escritas.